# أوليفييه بوسان
أوليفييه بوسان، (من مواليد 9 ديسمبر 1952)هو رجل أعمال فرنسي ومؤسس لوكسيتان في بروفانس اوليفييرز وشركاه وبريمير بريسيون بروفانس.

## سيرة شخصية
حصل بوسان على شهادته في الأدب من جامعة دي إكس إن بروفانس.
في سن ال 23بدأ التركيز على ابتكار مستحضرات التجميل من نباتات بروفانس.
لكن الاستحواذ على مصنع صابون قديم كان في حالة تراجع،بالشراكة مع صديق كيميائي،إيف ميلو،هو الذي أطلق نمو الأعمال التجارية الصغيرة.
تم إنشاء المجموعة في عام1976.في عام1980،بدأ بوسان رحلة إلى بوركينا فاسو حيث اكتشف خصائص زبدة الشيا. في عام1981افتتح أول متجر له في فولكس في هوت بروفانس.في عام 1992،باع الشركة لرجل الأعمال النمساوي رينولد جايجر لكنه احتفظ بحصة 5٪. 
من خلال لوكسيتان في بروفانس،أطلق علامة تجارية لزيت الزيتون الممتاز،اوليفييرز وشركاه،في عام 1996.  يتم إنتاج معظم الزيوت المباعة من خلال الشركة من قبل العائلات أو التعاونيات الصغيرة ، ويجب على جميعهم اتباع أساليب بوسان الصارمة للزراعة والإنتاج. 
في يوليو 2006،افتتح المتحف البيئي أوليفر في فولكس،وبعد ذلك بعامين،افتتح بريمير بريسيون بروفانس لإحياء ذكرى منتجي زيت الزيتون في بروفانس. يرجع الفضل إليه في إنشاء جميع العبوات وتصميمات المتاجر.

## الإحسان
وهو نائب رئيس مؤسسة لوكسيتان، وهي منظمة خيرية تركز على التحرر الاقتصادي للمرأة في بوركينا فاسو بالإضافة إلى دعم المكفوفين.قررت الشركة في عام1997إدراج أسماء المنتجات بطريقة برايل على معظم العبوات. دخل في شراكة مع مؤسسة هيلين كلير لتقديم اختبارات العين للمدارس في برونكس وبروكلين ولوس أنجلوس.بالإضافة إلى ذلك،قرر أن جميع عائدات بيع «مجموعة الصابون الحيوانية» من لوكستان تذهب إلى اوربيس،وهي منظمة غير ربحية تعمل على مكافحة العمى في البلدان النامية. 
تعتبر شركة لوكسيتان مسؤولة بمفردها تقريبًا عن النمو والاستقرار المالي للتعاون النسائي في بوركينا فاسو الذي يزود زبدة الشيا لمستحضرات الشركة ومنظفاتها.اكتشف بوسان التعاونية عن طريق الخطأ أثناء رحلة عمل إلى الرأس الأخضر.لقد كان مفتونًا جدًا بقصة أحد المراسلين حول التعاونية لدرجة أنه ذهب إلى بوركينا فاسو ليرى ذلك بنفسه وأصبح شغوفًا بدعمه.كان التعاونية في الأصل تضم12 موظفًا فقط ولكنها نمت الآن إلى أكثر من12000.

## الجوائز
في عام 2009،حصل بوسان على وسام فارس من وسام الاستحقاق في الزراعة من ميشيل بارنييه،وزير الزراعة الفرنسي. 
في فبراير 2011 تم ترشيحه من قبل فانيتي فير هول أوف فيم لعمله الخيري. 